# WHA Playoff MVP
WHA Playoff MVP byla hokejová trofej udělovaná každoročně nejužitečnější hráč playoff ligy World Hockey Association. Trofej byla předávána od roku 1975 do 1979.

## Držitelé WHA Playoff MVP
| Rok       | Jméno          | Tým              |
| --------- | -------------- | ---------------- |
| 1978/1979 | Rich Preston   | Winnipeg Jets    |
| 1977/1978 | Robert Guindon | Winnipeg Jets    |
| 1976/1977 | Serge Bernier  | Quebec Nordiques |
| 1975/1976 | Ulf Nilsson    | Winnipeg Jets    |
| 1974/1975 | Ron Grahame    | Houston Aeros    |